# Pentti Sammallahti

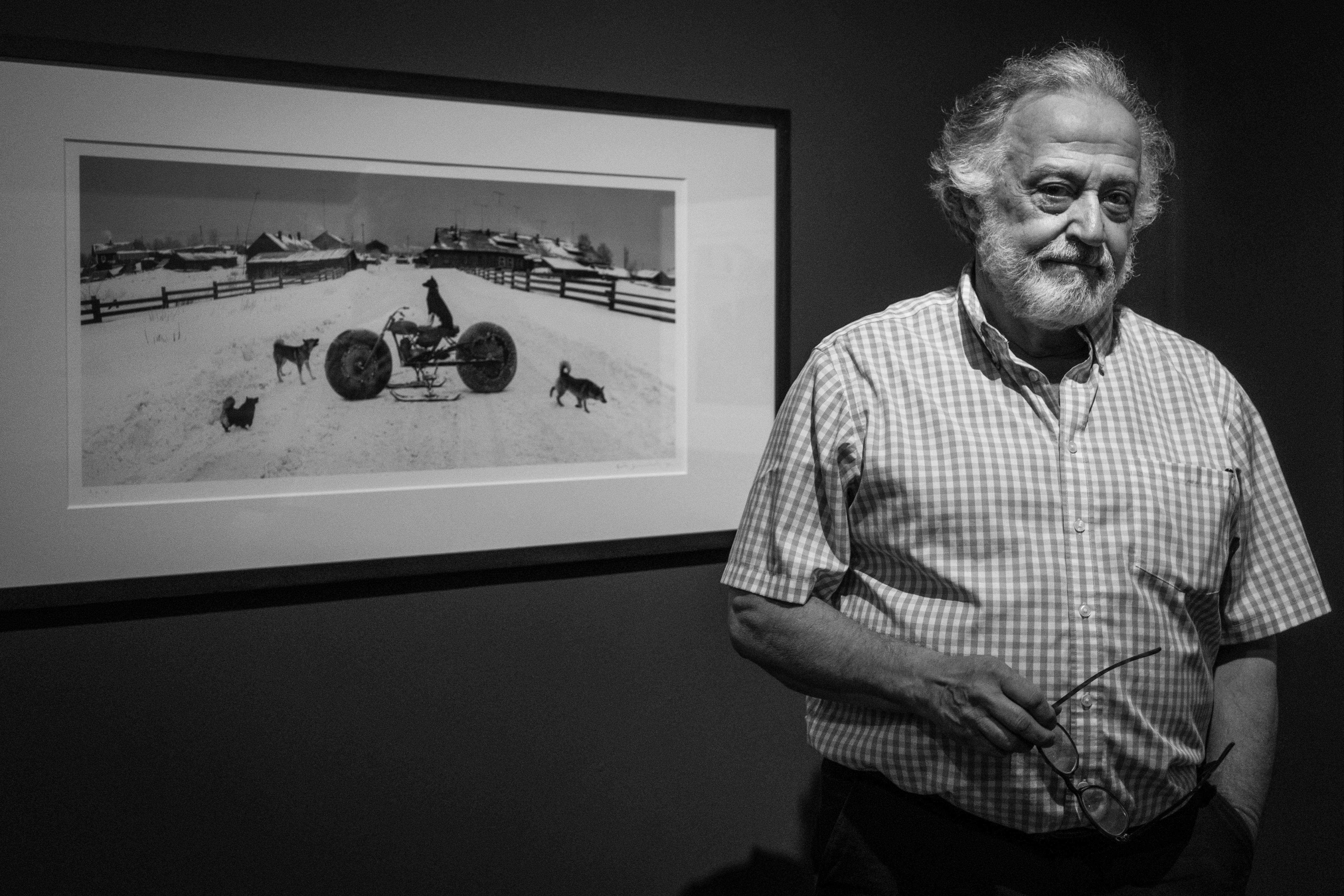
Pentti Sammallahti (2017)

Pentti Sammallahti (Helsinki, 1950) is een Finse fotograaf. Hij is internationaal gezien een van de meest vooraanstaande fotografen van Finland.
Sammallahti's werk kenmerkt zich door het veelvuldig tonen van de relatie tussen mens, dier en natuur. Hij combineert klassieke Finse esthetica van soberheid met de typische wrange Scandinvavische humor.
Sammallahti maakt veel gebruik van een panoramische camera, welke in combinatie met het uitgestrekte en verlaten Lapland een gevoel van eenzaamheid en individualisme oproepen in zijn foto's. Zwart-wit foto's versterken dit effect nog eens.